# Zhao Junzhe
Zhao Junzhe, né le 19 avril 1978 à Shenyang (Chine), est un footballeur chinois d'origine mandchoue.